# Esha Deol
 (novembre 2019).
Si vous disposez d'ouvrages ou d'articles de référence ou si vous connaissez des sites web de qualité traitant du thème abordé ici, merci de compléter l'article en donnant les références utiles à sa vérifiabilité et en les liant à la section « Notes et références ».
Esha Deol est une actrice indienne née le 2 novembre 1981. Ses parents sont Hema Malini et Dharmendra (Dharam Singh Deol). Elle a une sœur, Ahana, et deux demi-frères, Bobby et Sunny.

## Carrière
Issue d'une célèbre famille d'acteurs, Esha Deol doit d’abord convaincre son père, réticent à la voir s'engager dans une carrière cinématographique. Bien qu'elle n'apparaisse pas très sûre d'elle dans les premiers rôles qu'elle décroche, notamment face à Hrithik Roshan dans Na Tum Jaano Na Hum, ses débuts ne passent pas inaperçus et lui permettent d'obtenir le Filmfare Award du meilleur espoir féminin 2003. Elle prend alors des cours de comédie et apprend la danse classique, sans pour autant abandonner la pratique à haut niveau du football et du handball.
En 2004, ses prestations dans Yuva et Ayitha Ezhuthu (l'adaptation de Yuva en tamoul) permettent de mesurer les progrès qu'elle a accomplis et quelques mois plus tard, elle s'impose dans Dhoom puis dans Kaal, deux films qui confirment son talent dans des rôles sollicitant ses capacités de sportive accomplie. On la retrouve peu de temps après dans les comédies légères No Entry et Shaadi No. 1 grâce auxquelles elle parvient à étendre son public.

## Filmographie
| Année | Film                      | Role                | Réalisateur                  | Notes                                      |
| ----- | ------------------------- | ------------------- | ---------------------------- | ------------------------------------------ |
| 2002  | Koi Mere Dil Se Poochhe   | Eisha Singh         | Vinay Shukla                 | Filmfare Meilleur début féminin            |
| 2002  | Na Tum Jaano Na Hum       | Esha Malhotra       | Arjun Sablok                 |                                            |
| 2002  | Kyaa Dil Ne Kahaa         | Esha                | Sanjay Chel                  |                                            |
| 2003  | Kucch To Hai              | Tanya               | Anurag Basu et Anil V. Kumar |                                            |
| 2003  | Chura Liyaa Hai Tumne     | Tina Khanna         | Sangeeth Sivan               |                                            |
| 2003  | LOC Kargil                | Dimple              | J.P. Dutta                   |                                            |
| 2004  | Aayitha Ezhuthu           | Geetha              | Mani Ratnam                  | Version tamoul de Yuva                     |
| 2004  | Yuva                      | Radhika             | Mani Ratnam                  |                                            |
| 2004  | Dhoom                     | Sheena              | Sanjay Gadhvi                |                                            |
| 2005  | Insan                     | Heena               | K. Subhash                   |                                            |
| 2005  | Kaal                      | Riya Thapar         | Soham Shah                   |                                            |
| 2005  | Main Aisa Hi Hoon         | Maya Trivedi        | Harry Baweja                 |                                            |
| 2005  | Dus                       | Neha                | Anubhav Sinha                |                                            |
| 2005  | No Entry                  | Pooja               | Anees Bazmee                 |                                            |
| 2005  | Shaadi No. 1              | Diya                | David Dhawan                 |                                            |
| 2006  | Pyare Mohan               | Preeti              | Indra Kumar                  |                                            |
| 2006  | Ankahee                   | Kavya Krishna       | Vikram Bhatt                 | Nommée—Filmfare Award Meilleure Méchant(e) |
| 2006  | Mera Dil Leke Dekho       | fille de l'aéroport | Rohit Kaushik                | Cameo                                      |
| 2007  | Just Married              | Ritika Khanna       | David Dhawan                 |                                            |
| 2007  | Darling                   | Geeta Menon         | Ram Gopal Varma              |                                            |
| 2007  | Cash                      | Pooja               | Anubhav Sinha                |                                            |
| 2008  | Sunday                    |                     | Rohit Shetty                 | Item Number                                |
| 2008  | Money Hai Toh Honey Hai   |                     | Ganesh Acharya               | Item Number                                |
| 2008  | One Two Three             | Jiya                | Ashwani Dhir                 |                                            |
| 2008  | Hijack                    | Saira               | Kunal Shivdasani             |                                            |
| 2011  | Tell Me O Kkhuda          | Tanya               | Hema Malini                  |                                            |
| 2011  | Chai Garam                | Sanjanna            | Aditya Dutta                 |                                            |
| 2012  | Ghost Ghost Na Raha       | Sanjana             | Shivam Nair                  | En tournage                                |
| 2012  | Kaanch - The Broken Glass |                     | Partho Ghosh                 | Post-Production                            |
| 2013  | sans titre                |                     | Yash Chopra                  |                                            |

## Récompenses
- Filmfare Awards
  - 2003 : Meilleur espoir féminin